# Autostrada A27

La Autostrada A27 (llamada también Autostrada d'Alemagna) es una autopista italiana de 84 km de longitud. Tiene origen en la intersección con la A57, al norte de Mestre, y es la continuación del enlace que lleva al Aeropuerto Internacional Marco Polo de Venecia. Su recorrido discurre en dirección norte, pasando por Treviso y Conegliano, donde hay el enlace con la Autostrada A28 Portogruaro-Pordenone-Conegliano. 
Después de superar Vittorio Veneto, la autopista salva con dos viaductos la Val Lapisina y, con un túnel, el paso del Fadalto y la zona del Lago di Santa Croce acabando en Pian di Vedoia cerca de Longarone. 
En su recorrido inicial (hasta Conegliano) cuenta con tres carriles por cada sentido de circulación, además del carril de emergencia; la barrera de peaje se sitúa poco más allá de la salida de Mogliano Veneto y a lo largo del recorrido están presentes 3 áreas de servicio.
Su gestión corre a cargo de la empresa concesionaria Autostrade per l'Italia.